# Trichordestra dodii
Trichordestra dodii är en fjärilsart som beskrevs av Smith 1905. Trichordestra dodii ingår i släktet Trichordestra och familjen nattflyn. Inga underarter finns listade i Catalogue of Life.